# 産交バス阿蘇営業所
産交バス阿蘇営業所（さんこうバスあそえいぎょうしょ）は、九州産交バスの子会社である産交バスの営業所の一つ。
かつては、1984年に本体である九州産業交通から全路線廃止され、すべて廃止代替バスとした上で子会社の産交観光バスに移管したが、2005年4月に子会社再統合によって現在は産交バスの営業所として位置付けられている。

## 所在地
阿蘇営業所
熊本県阿蘇市黒川
- 最寄りバス停: 阿蘇駅前

かつては阿蘇駅前に当社直営のターミナルもあったが、建物老朽化により2006年頃解体され、現在は阿蘇駅構内の一角に営業所を設け運営されている。（車庫は営業所とは別の場所にある）
小国車庫（旧・小国営業所）
熊本県阿蘇郡小国町宮原
- 最寄りバス停：小国産交前

高森車庫（旧・高森営業所）
熊本県阿蘇郡高森町
- 最寄りバス停：高森中央

このほか、かつては産山村飛瀬に駐在車庫(1台)があったが、路線廃止と同時に駐在車庫も廃止された。

## 担当路線
主に当営業所を起点として、旧阿蘇町エリア全域をカバーしている。また、2021年頃（時期不明）に小国営業所と統合され、ゆうステーション・杖立温泉など小国地区全域（小国町・南小国町）も担当している。2024年6月1日に高森営業所と統合され、高森町および南阿蘇村2町村よりそれぞれコミュニティバスの運行を受託しているほか、熊本市とを結ぶ快速バス「たかもり号」の運行を旧高森営業所より引き継いでいる。かつては宮地駅前を起点とした旧波野村エリアおよび産山村方面へも運行していたが、2024年10月1日のダイヤ改正を以って廃止されたため、特急バス停留所はある「笹倉」（波野地区）以外では阿蘇市の中心である宮地駅前停留所へのバスによる両エリアへのアクセス手段がない状態となっている。
なお、当営業所のエリアはいずれも2024年時点では一般路線バスにおける他の営業所との乗り継ぎ地点がない状態であり、このため熊本県内5社発行のフリー乗車券「わくわく1dayパス（熊本県内版）」自体は使用可能であるが、本券を使用して熊本市内方面から一般路線バスのみでこのエリアを訪れる事は不可能である。

### 阿蘇営業所直轄
当営業所直営の路線は、数字のみの案内番号が付与されている。
| 路線名                            | 案内番号 | 行先 | 備考     |
| --------------------------------- | -------- | --- | -------- |
| 内牧環状線 （道尻経由＜左回り＞） | 1        | 阿蘇駅前－阿蘇温泉病院前－阿蘇総合センター－内牧－今町－道尻－阿蘇中央高阿蘇清峰校舎前－阿蘇神社前－一の宮支所前－宮地駅前－竹原（阿蘇）－坊中四つ角－阿蘇医療センター－阿蘇駅前 | [ 備 1 ] |
| 内牧環状線 （道尻経由＜右回り＞） | 2        | ※上記の逆廻り | [ 備 2 ] |
| 内牧環状線 （山田経由＜左回り＞） | 3        | 阿蘇駅前－阿蘇温泉病院前－阿蘇総合センター－内牧－小池（阿蘇）－小倉－山田－阿蘇神社前－一の宮支所前－宮地駅前－竹原（阿蘇）－坊中四つ角－阿蘇医療センター－阿蘇駅前             | [ 備 3 ] |
| 内牧環状線 （山田経由＜右回り＞） | 4        | ※上記の逆廻り | [ 備 4 ] |
| 小国杖立線                        | 7        | 阿蘇駅前－内牧－大観峰入口－茗ヶ原入口－唐笠松－市原－南小国町役場前－小国郷農協前－ゆうステーション－小国産交前－下城－簗瀬－杖立                                               |          |
| 阿蘇火口線                        | 8        | 阿蘇駅前－ナショナルパークインフォメーションセンター－野営場前－草千里・阿蘇火山博物館－ヘリポート前－阿蘇山上ターミナル                                                         |          |
| 乙姫内牧環状線                    | 無番     | 阿蘇駅前－カドリー・ドミニオン前－乙姫交差点－内牧駅－阿蘇下町－内牧－阿蘇温泉病院前－内牧駅－乙姫交差点－カドリー・ドミニオン前－阿蘇駅                                         |          |
| 小国杖立線 （大観峰経由）         | 無番     | 阿蘇駅前－内牧－大観峰入口－大観峰－茗ヶ原入口－＜以降は7に同じ＞－杖立 | [ 備 5 ] |

### 小国車庫（旧：小国営業所）担当路線
主に小国産交またはゆうステーションを起点として小国町ならびに南小国町全域をカバーし、一部は当エリアから阿蘇駅に向かう路線を担当している。
| 路線名                    | 案内番号 | 行先 | 備考     |
| ------------------------- | -------- | --- | -------- |
| 杖立阿蘇線                | 7        | 杖立－簗瀬－下城－小国産交前－ゆうステーション－小国郷農協前－南小国町役場前－市原－唐笠松－茗ヶ原入口－大観峰入口－内牧－阿蘇駅前                                                                     |          |
| 杖立阿蘇線 （大観峰経由） | 無番     | 杖立－＜この区間は上記7に同じ＞－茗ヶ原入口－大観峰－大観峰入口－内牧－阿蘇駅前 | [ 備 6 ] |
| 黒川線                    | 無番     | 小国産交前－ゆうステーション－小国中央－－永江観音－長迫－薬師温泉入口－黒川 |          |
| 小国郷循環線 （右回り）   | 無番     | ゆうステーション－小国中央－－永江観音－薬師温泉入口－黒川－白川温泉－小田温泉－バイパス田原－満願寺入口－市原上町－南小国役場前 －めぐり渕－小国郷農協前－小国高校前－公立病院入口 - ゆうステーション |          |
| 小国郷循環線 （左回り）   | 無番     | ※上記の逆廻り |          |

### 高森車庫（旧：高森営業所）担当路線
以下の4路線の運行を旧高森営業所より引き継いでいる。
| 路線名                | 系統                  | 行先 | 備考      |
| --------------------- | --------------------- | --- | --------- |
| 高森町民バス          | 色見環状線 （右回り） | 色見入口・中岳登山口・洗川方面 |           |
| 高森町民バス          | 色見環状線 （左回り） | 月廻り公園前・休暇村南阿蘇・阿蘇096区前（旧・高森温泉館）方面                                                                             |           |
| 高森町民バス          | 河原線                | 阿蘇096区前・河原方面（循環バス） | [ 備 7 ]  |
| 高森町民バス          | 草部南部線            | 高森峠・草部出張所・吉見神社前・小楢木方面（循環バス）                                                                                    | [ 備 8 ]  |
| 高森町民バス          | 津留・野尻線          | 高森峠・津留方面（循環バス） | [ 備 9 ]  |
| 高森町民バス          | 尾下線                | 月廻り公園前・阿蘇096区前・上色見熊野座神社入口・多々良方面（循環バス）                                                                   | [ 備 10 ] |
| 高森町民バス          | 草部北部線            | 高森峠・草部北部農協前・今村方面（循環バス）                                                                                              | [ 備 11 ] |
| 南阿蘇ゆるっとバス    | 白水コース            | 立野駅（白川水源入口・温泉センター瑠璃・南阿蘇村役場経由)                                                                                 |           |
| 南阿蘇ゆるっとバス    | 久木野コース          | 南阿蘇村役場（高森湧水トンネル公園前・あそ望の郷・長陽駅前経由)                                                                           |           |
| 熊本線 （たかもり号） | TM                    | 高森駅－高森湧水トンネル公園－白川水源入口－中松駅前－阿蘇くまもと空港－グランメッセ熊本前－熊本県庁前－桜町BT－熊本駅－西部車庫          | [ 備 12 ] |
| 空港リムジン          | AP                    | 西部車庫－熊本駅－ANAクラウンプラザホテルニュースカイ－桜町BT－熊本県庁前－グランメッセ熊本前－テクノリサーチパーク入口－阿蘇くまもと空港 | [ 備 13 ] |

## 車両
- 基本的に国産4メーカーを取り揃えるが、日野・リエッセと三菱ふそう・ローザといった小型車が中心に配属され、各路線で幅広く運用されている。また、たかもり号・阿蘇登山線を運行している関係で一般観光タイプの大型ハイデッカー車両も一部保有している。

### 備考
1. ↑  一部便は阿蘇医療センター発阿蘇駅前経由
2. ↑  一部便は阿蘇駅前経由阿蘇医療センター着
3. ↑  一部便は阿蘇医療センター発阿蘇駅前経由
4. ↑  一部便は阿蘇駅前経由阿蘇医療センター着
5. ↑  土日祝日のみの運行
6. ↑  土日祝日のみの運行
7. ↑  月曜・木曜運行
8. ↑  月曜・木曜運行
9. ↑  月曜・木曜運行
10. ↑  火曜・金曜運行
11. ↑  火曜・金曜運行
12. ↑  熊本営業所との共管
13. ↑  九州産交バス高速営業所との共同運行（上記「たかもり号」の間合いで担当）